# Exechia cristatoides
Exechia cristatoides är en tvåvingeart som beskrevs av Senior-white 1924. Exechia cristatoides ingår i släktet Exechia och familjen svampmyggor. Inga underarter finns listade i Catalogue of Life.